# Pteleocarpa lamponga
Pteleocarpa lamponga är en tvåhjärtbladig växtart som först beskrevs av Friedrich Anton Wilhelm Miquel, och fick sitt nu gällande namn av Bakh. och Karel Heyne. Pteleocarpa lamponga ingår i släktet Pteleocarpa och familjen Gelsemiaceae. Inga underarter finns listade i Catalogue of Life.